# Geographical Society Ø
Geographical Society Ø är en ö i Tunu på Grönland. Dess yta är 1 717 km2. Den hade inga invånare år 2005.